# Rumex arifolius
Rumex arifolius är en slideväxtart som beskrevs av Carlo Allioni. Rumex arifolius ingår i släktet skräppor, och familjen slideväxter. Inga underarter finns listade i Catalogue of Life.